# Victorinox

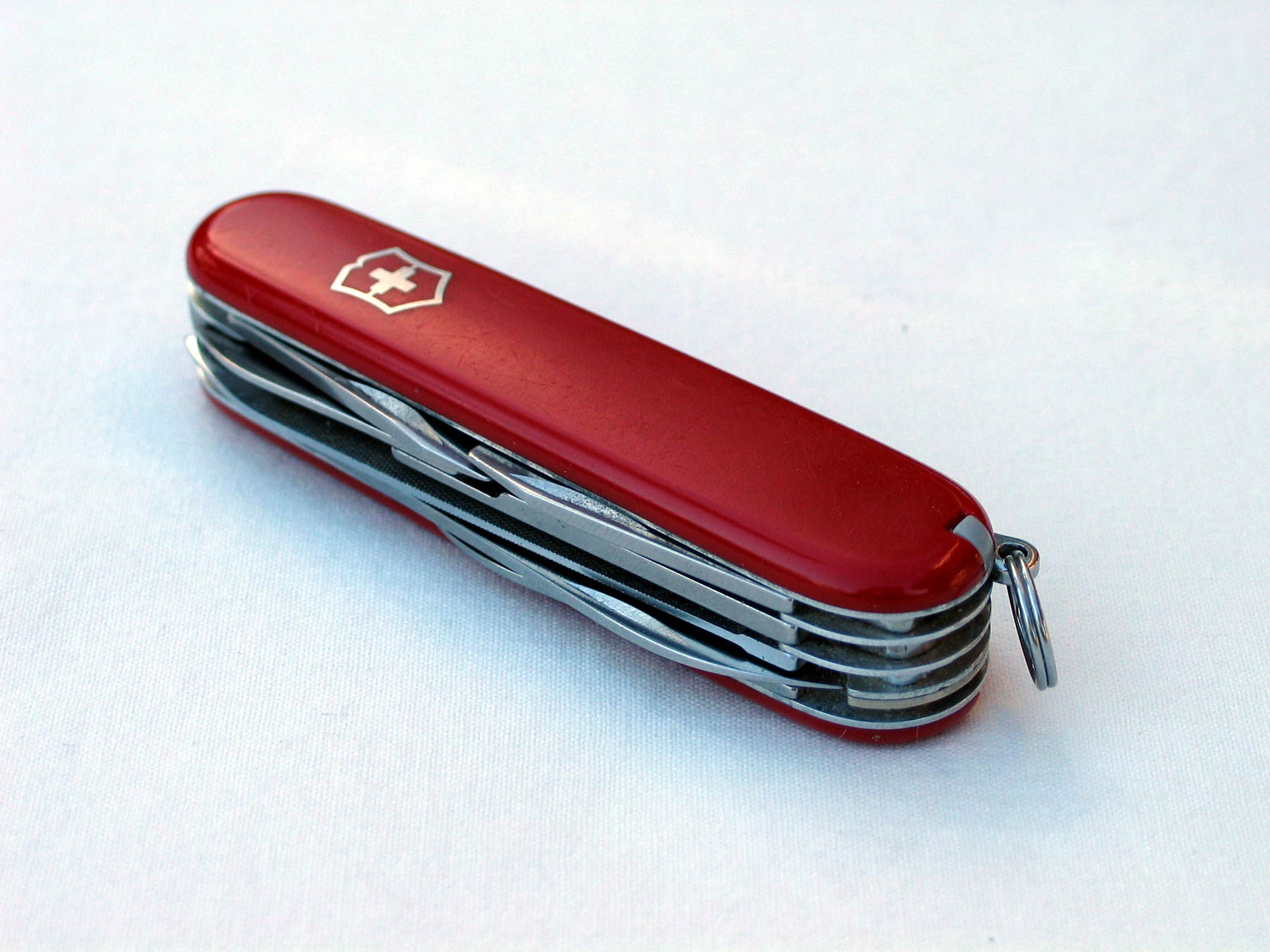
Zavřený nůž, s typickým logem na střence

Victorinox AG je firma vyrábějící především nože (švýcarské nože), která byla založená v Ibachu (část města Schwyz) ve Švýcarsku roku 1884. Od roku 2005, kdy koupila konkurenční společnost Wenger, se stala jediným dodavatelem víceúčelových nožů pro švýcarskou armádu.

## Stručná historie
1884 –

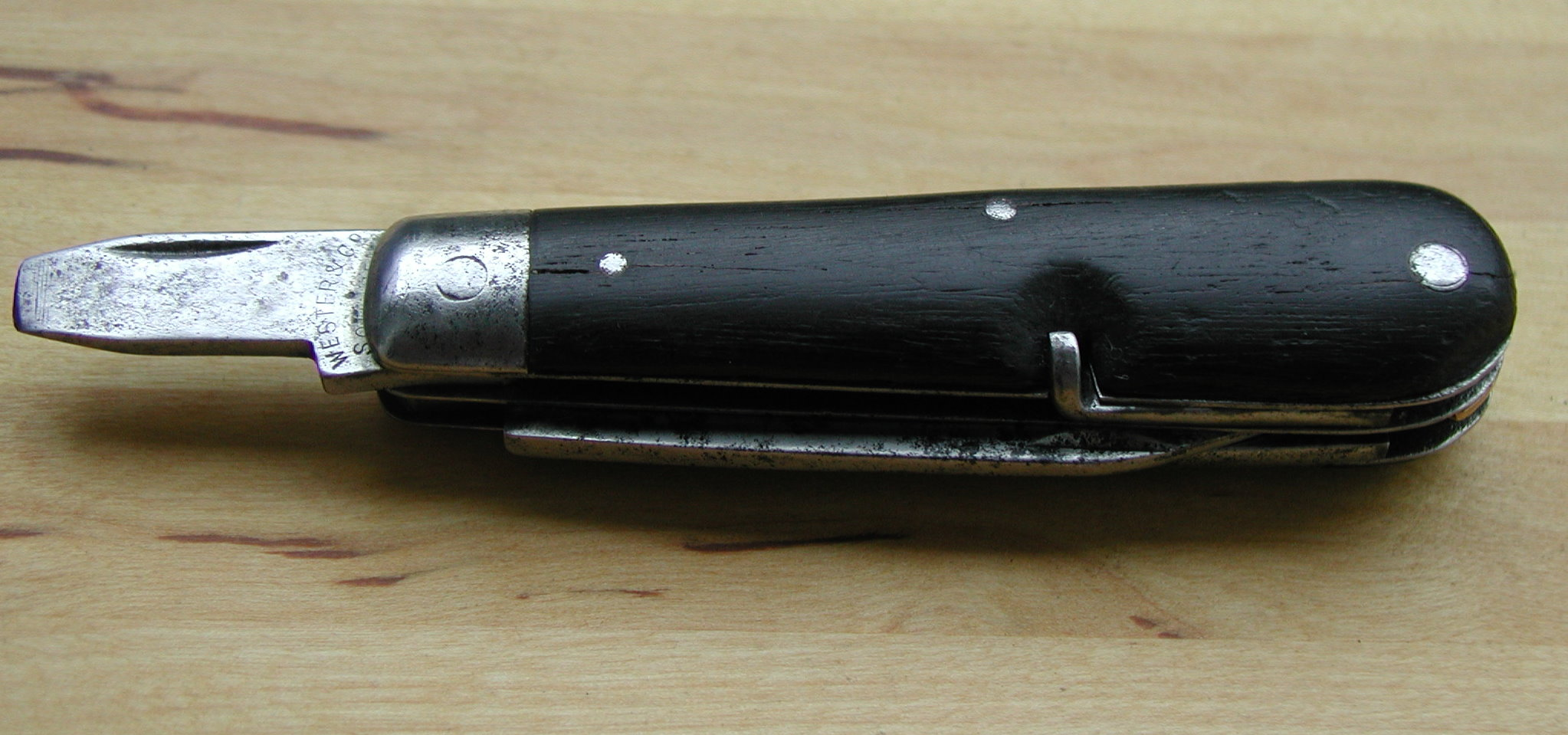
První švýcarský armádní nůž z roku 1891, výrobce Wester & Co Solingen

Tohoto roku byla společnost založena ve městě Ibach ve Švýcarsku. Jejím zakladatelem byl tovaryš Karl Elsener, který pracoval v Paříži a později v německém městě Tuttlingen. Energii pro leštící a brousící stroje dodávalo vodní kolo na potoku Tobelbach.

1891 –
Společnost začala dodávat nože pro švýcarskou armádu.

1897 –
12. června byl patentován švýcarský důstojnický a sportovní nůž.

1909 –
Vzniká znak Victorinox (bílý kříž na červeném štítu), kterým jsou označeny všechny nože vyráběné od tohoto roku. Znak sloužil jako rozeznaní originálního nože od padělku a používá se dodnes. Dochází také ke změně názvu společnosti na Victoria podle jména matky majitele, která v tomto roce zemřela.

1921 –
Do výroby byla zavedena nerezová ocel (zkráceně známá jako "inox"). Spojením jména Victoria se slovem "inox" vznikl nový název společnosti - Victorinox.

1945 –
Po 2. světové válce nakoupili Spojené státy americké Švýcarské důstojnické nože pro vojáky a úředníky americké armády, námořnictva a letectva. Američané nožům říkali "Swiss Army Knife" a tento název je dodnes používán ve všech anglicky mluvících zemích. 

1969 –
Společnost získala novou pětipatrovou budovu, kde vyráběla domácí a profesionální nože. 

1980 –
Došlo k největší expanzi podniku. Výrobní, kancelářské a skladovací prostory se zvýšily z 11 000 m2 na 27 000 m2. Pracovalo zde 730 zaměstnanců a roční tržby přesáhly 65 miliónů švýcarských franků.

1989 –
Společnost uvedla na trh v USA Swiss Army Watches (hodinky švýcarské armády), které zaznamenaly velký úspěch.

1992 –
V Japonsku byla založena první prodejní pobočka. V následujících letech vznikly další dceřiné firmy v Mexiku, Brazílii, Polsku, Číně, Vietnamu a Chile.

1999 –
Založením Victorinox Watch SA v Bonfolu znamenalo expanzi Hodinářského odvětví. Za účelem posílení značky Victorinox a zvýšení její přitažlivosti se začala rozvíjet linka cestovní výbava. Výroba byla možná pouze s licencí, která kladla vysoké nároky na kvalitu.

2000 –
Byla zřízena Victorinox Foundation (Nadace Victorinox), jejímž hlavním cílem bylo poskytovat jistotu zaměstnání v dlouhodobém horizontu a zajistit finanční nezávislost. 

2001 –
Vznikla oděvní kolekce podnikání a volného času určená pro severoamerický trh, která poskytovala zákazníkům stejnou kvalitu jako švýcarské armádní nože. Všech pět kategorií produktů (nářadí, domácí a profesionální nože, hodinky, móda a cestovní výbava) se poprvé společně představili ve vlajkovém obchodě v Soho v New Yorku. 

2002 –
Victorinox se stala jediným akcionářem společnosti Swiss Army Brands Inc. v USA. 

2005 –
26. dubna společnost převzala konkurenční firmu Wenger SA. Tím se Victorinox dostala na pozici jediného výrobce a dodavatele víceúčelových nožů pro švýcarskou armádu.

2006 –
Továrna na hodinky se přesunula do Porrentruy. Společnost měla asi 900 zaměstnanců, kteří za rok vyrobili zhruba 34 000 švýcarských armádních nožů, 38 000 kusů multifunkčního nářadí a 30 000 kuchyňských a domácích nožů. Přibližně 90 % výrobku se vyvezlo do více než 100 zemí. 

2007 –
Victorinox založila novou společnost Victorinox Swiss Army Fragrance AG. Bývalá parfémová linka společnosti Wenger přemístěna a označena emblémem Victorinox.

2008 –
V New Bond Street v Londýně byl otevřen první evropský značkový obchod Victorinox.

2009 –
Společnost má přes 1 700 zaměstnanců po celém světě a její roční tržby se pohybují okolo 500 miliónů švýcarských franků.

## Švýcarské armádní nože

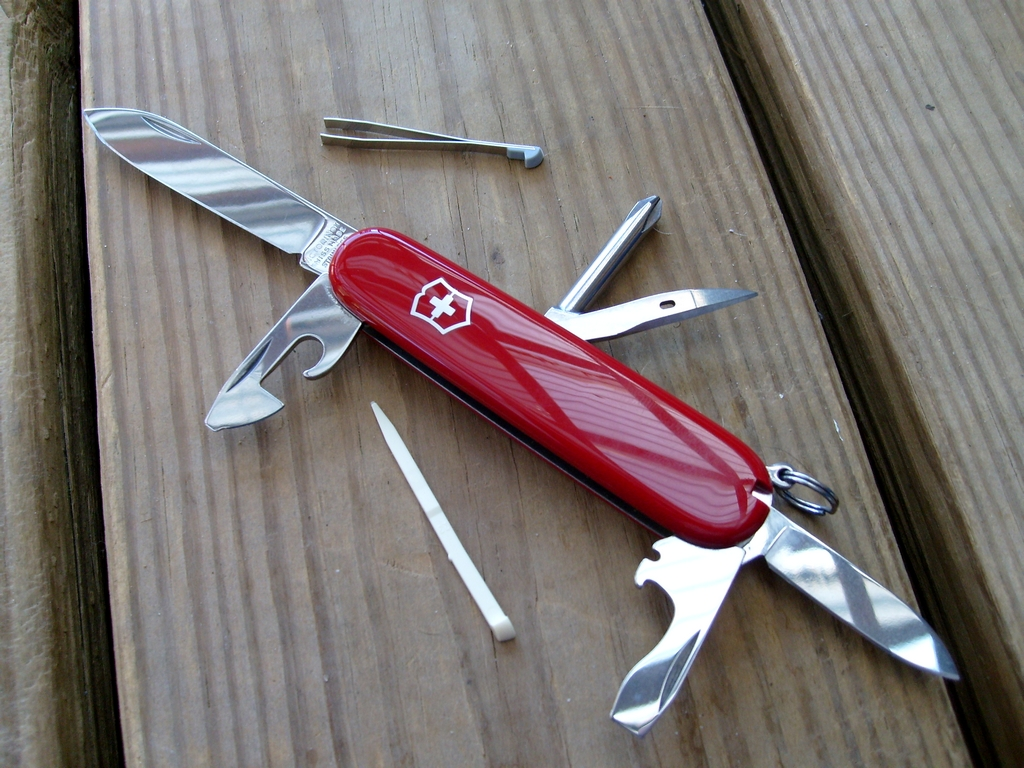
Victorinox Tinker má místo vývrtky křížový šroubovák

Jedná se o nejznámější produkt společnosti Victorinox. Jsou to malé zavírací multifunkční nástroje, které jsou kromě nože vybaveny dalšími nástroji, například otvírákem na konzervy, lupou, nůžkami, pilkou nebo pilníkem. Vyrábí se v mnoha kombinacích, velikostech, tvarech a barvách střenek.
Typickým výrobkem je Victorinox Spartan se dvěma vrstvami želízek a délkou v zavřeném stavu 91 mm. Obsahuje malý a velký nůž, plochý šroubovák s otvírákem láhví, šroubovák na křížové šrouby s otvírákem konzerv, na hřbetní straně vývrtkou a výstružníkem. Rukojeť má příložky z temně červeného cellidoru (celulózový plast), ve kterých jsou zasunuty pinzeta a plastové párátko.

## Další produkty
- Kuchyňské nože
- Hodinky
- Cestovní výbava – do této kategorie patří cestovní tašky a batohy
- Móda
- Parfémy